# Туа, Дика
Лоа Дика Туа (ток-писин Loa Dika Toua; род. 23 июня 1984, Порт-Морсби) — тяжелоатлетка из Папуа — Новой Гвинеи, выступающая в весовой категории до 53 килограммов. Она двенадцатикратная чемпионка Океании, чемпионка Игр Содружества, участница чемпионатов мира и Олимпийских игр, чемпионка Тихоокеанских игр.

## Карьера

### Олимпийские игры
В возрасте всего 16 лет она стала первой женщиной, поднявшей вес на олимпийских соревнованиях. Это случилось в соревнованиях женщин весовой категории до 48 килограммах на летних Олимпийских играх 2000 года в Сиднее, где дебютировала женская тяжёлая атлетика. Туа заняла девятое место с результатом 117,5 кг.
Она была флагоносцем своей страны на церемонии открытия летних Олимпийских игр 2004 года в Афинах. На этот раз она участвовала в весовой категории до 53 кг, подняла в сумме 177,5 и заняла шестое место.
Туа принимала участие в весовой категории до 53 кг на летних Олимпийских играх 2008 года в Пекине. Она заняла 7-е место с общим результатом 184 килограммов — это лучший результат для Дики Туа на Олимпийских играх.
Она в четвертый раз подряд представляла Папуа — Новую Гвинею на летних Олимпийских играх 2012 года в Лондоне. Подняв в сумме двух упражнений 174 кг. В результате после дисквалификации Зульфии Чиншанло из Казахстана и Кристины Иову из Молдовы она заняла двенадцатое место.

### Игры Содружества
В 2006 году она выиграла серебряную медаль в весовой категории до 53 кг на Играх Содружества.
Соревнуясь в той же категории на Играх Содружества 2014 года, она выиграла серебряную медаль, с результатом 193 кг уступив всего 3 кг чемпионке и новой рекордсменке Игр Чика Амалаха из Нигерии, которая спустя несколько дней сдала положительный допинг-тест и была лишена медали. После перераспределения медалей, Туа стала чемпионкой, а её результат стал новым рекордом Игр Содружества.
В 2018 году, участвуя в своих третьих играх в Голд-Косте, Туа снова заняла второе место. Она уступила золотой медалистке 10 кг. Через месяц после окончания игр, в июне, Международная федерация тяжелой атлетики объявила, что победительница Хумукчам Санджита Чану из Индии во время чемпионата мира 2017 года сдала положительный тест на тестостерон в пробе А. Однако в январе 2019 года индийская спортсменка была оправдана и её золотая медаль не была аннулирована.

## Личная жизнь
Первого ребенка Туа родила в 2007 году от мужа Мавера Гавера. Сейчас у нее двое детей, Пол и Ани-Геуа. Она владеет собственным клубом тяжелой атлетики в Порт-Морсби.